# 長崎屋バスターミナル

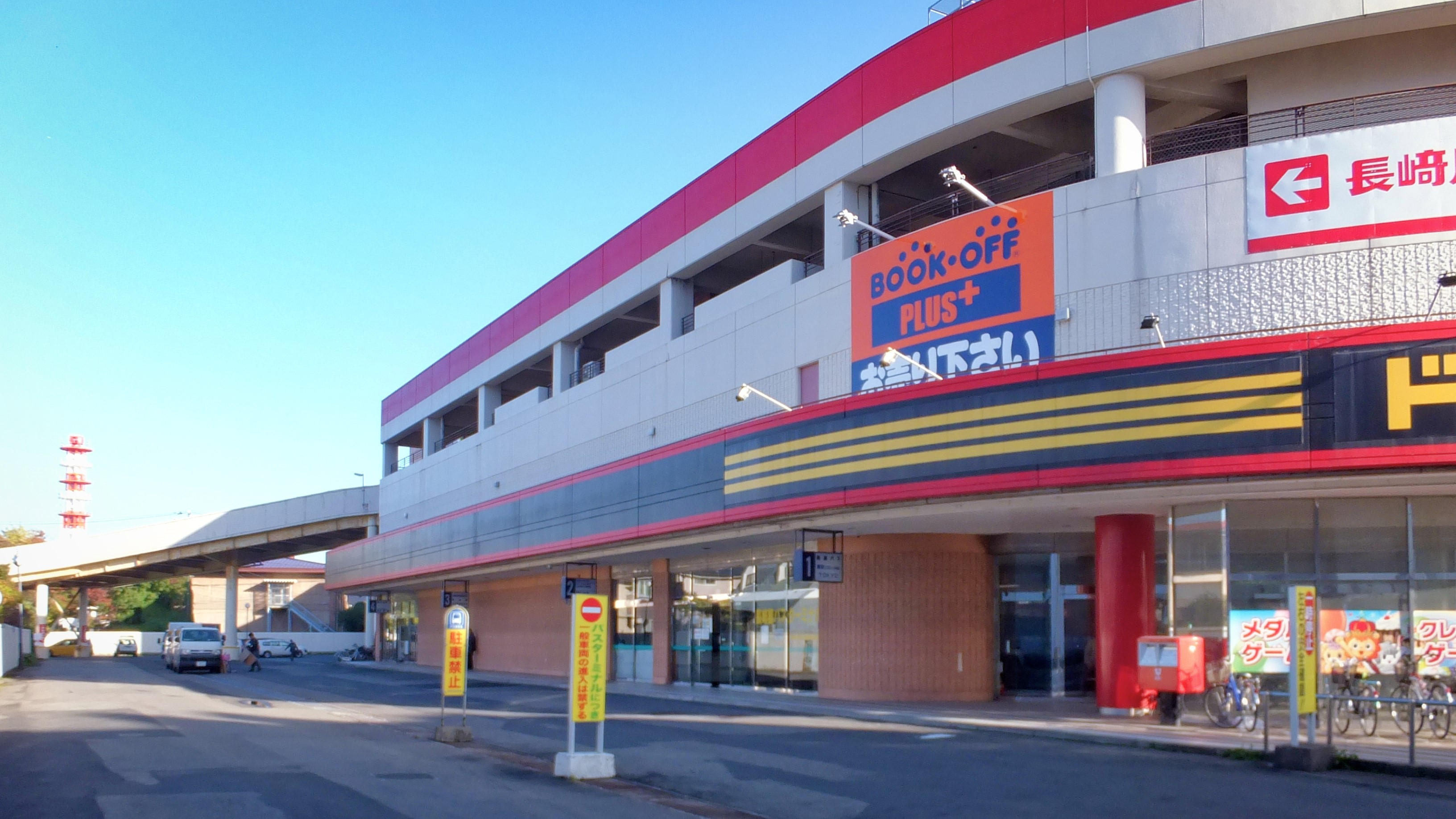
長崎屋バスターミナル （2016年10月）

長崎屋バスターミナル（ながさきやバスターミナル）とは秋田県秋田市旭北錦町4番58号にある、秋田中央交通のバスターミナルである。

## 概要
- 中交ホリディスクエア（ドン.キホーテ秋田店[1]）の1階北側がバスターミナルとなっている。
- 秋田中央交通の高速バス予約センターおよび長崎屋案内所があり、定期券・AkiCA・高速バス乗車券が購入できる。
  - 定期券と高速バス乗車券は、各種クレジットカード及び電子マネー決済での購入が可能。
- 窓口営業時間：7:00〜18:00

## のりば
1番線
- さいたま・東京方面高速バス

2番線
- 秋田駅西口経由手形方面
- 秋田駅西口経由牛島方面
- 川尻割山線（秋田駅西口行）[2]

3番線
- 大川反車庫行（中央交通本社前・コマツ秋田前方面）
- 新港線（土崎駅前行、南高校前行）[3]

4番線
- 高速湯沢線
- 急行 本荘・秋田線（本荘営業所行き）[4]

## 乗り入れ会社
- 秋田中央交通
- 羽後交通
- 小田急ハイウェイバス

## 周辺
- 東北電力秋田支店
- 東北電力ネットワーク秋田支社
- 秋田市立山王中学校
- 秋田市立旭北小学校
- ローソン秋田旭北錦町店
- 吾作ラーメン 山王店
- シティビル秋田
  - 全国健康保険協会（協会けんぽ）秋田支部
  - 東北インテリジェント通信秋田支社
- 秋田県道56号秋田天王線（隣接道路）